# Тер-Тадевосян, Аркадий Иванович
Аркадий Иванович Тер-Тадевосян (Артуш Оганесович Тадевосян) (арм. Արկադի Տեր-Թադևոսյան, 22 мая 1939, Тбилиси, Грузинская ССР — 31 марта 2021, Ереван, Армения) — армянский военный деятель, Герой Арцаха (2009), Национальный герой Армении (2021, посмертно), генерал-майор. Прозвище «Коммандос», «Горный Лис».

## Биография
Родился 22 мая 1939 года в Тбилиси, Грузинской ССР. Окончил среднюю школу в Тбилиси. После учёбы в Бакинском общевойсковом командном училище, а затем в Ленинградской военной академии транспорта и тыла, служил в Афганистане, Германии, Чехословакии, Белоруссии и с 1987 года — в Армении. С 1988 года принимал активное участие в обучении армянских ополченцев. В 1990 году стал членом добровольческого отряда «Сасунци Давид». Отряд защищал приграничные армянские сёла.
6 мая 1991 года Тер-Тадевосян назначен начальником отдела вневойсковой подготовки Комитета обороны — первого государственного военного ведомства при правительстве Республики Армения, в сложных политических условиях провёл целевую работу в учебных заведениях республики, в бывшем ДОСААФ и других организациях, изучая опыт государств, обретших независимость, в деле строительства вооружённых сил.
13 июля 1991 года полковник Тер-Тадевосян и подполковник Феликс Гзоглян направляются в Нагорный Карабах, где занимаются обучением ополченцев во время Первой карабахской войны. В Афганистане его прозвали «Горный Лис», признавая его мастерство в горной войне. В Арцахе за особую методику спецподготовки его прозвали «Коммандос».
В 1992 году Аркадий Тер-Тадевосян совместно с полевыми командирами проводит операцию по взятию Шуши (8-9 мая). Разработанный в генеральном штабе под руководством начальником штаба Гургеном Далибалтаяном в обстановке строжайшей секретности план штурма крепости Шуши (кодовое название операции “Свадьба в горах”) стал венцом его военной биографии и первым крупномасштабным действием, осуществлённым под руководством единого Штаба обороны Нагорно-Карабахской Республики. 9 мая 1992 года армянские воинские части овладели главной цитаделью противника в Нагорном Карабахе. Именно с высот Шуши и вёлся постоянный обстрел столицы НКР — Степанакерта. Операцию удалось выполнить с минимальными потерями.
25 мая 1992 года ему присваивается звание генерал–майора.
Аркадий Тер-Тадевосян внёс неоценимый вклад в создание Армии Обороны НКР. Свои знания и богатый опыт он продолжал использовать на должности начальника управления по воспитанию кадров Министерства обороны, помощника министра, а с 2002 года - в бывшем ДОСААФ.
В последние годы своей военной карьеры Тер-Тадевосян руководил подготовкой специалистов в вооружённых силах Армении.
Скончался в Ереване 31 марта 2021 года в возрасте 81 года.
8 мая 2021 года, в годовщину взятия армянами Шуши, президент Армении Никол Пашинян посмертно присвоил Аркадию Тер-Тадевосяну звание Национального Героя Армении.

## Награды и звания
- Звание генерал–майора (25.05.1992)
- Орден «Боевой Крест» I степени
- Почётный гражданин Еревана (1998)
- «Герой Арцаха» (2009, за исключительные заслуги перед Отечеством)
- Орден Красного Знамени
- Орден «Знак Почета»
- Национальный Герой Армении (2021, посмертно)